# Carrer Gran de Gràcia
El carrer Gran de Gràcia discorre entre els Jardinets de Gràcia i la plaça de Lesseps de Barcelona, i era el carrer major de l'antic municipi de Gràcia. Altres noms que ha tingut han estat: Major, Major de Gràcia, Gràcia, Nicolás Salmerón. Des de juny del 2016 està tallat a la circulació nal el primer dissabte de cada mes de les 17 a les 21 hores. Prèviament ja s'havia anat tallant el trànsit els dies de Comerç al Carrer –dues vegades a l'any, en els mesos de maig i octubre i el Dia sense cotxes, que té lloc anualment en el marc de la Setmana Europea de la Mobilitat.

## Història
El carrer Gran de Gràcia va començar com un camí pel que baixaven els habitants de la Vila de Gràcia quan volien anar a la ciutat de Barcelona. Es va urbanitzar el 1825 i de seguida va començar a omplir-se de vida. A banda i banda s'hi van construir petits edificis, sobretot per cobrir les necessitats dels qui hi passaven.
Les comunicacions amb Barcelona van tenir gran importància i el 1872 va arribar-hi el primer tramvia. Ja el 1906 s'hi va fer una primera pràctica d'autobús que anava de la Plaça de Catalunya a la plaça de la Trilla. El 1924, el Gran Metro (actual Línia 3), el primer metro de la ciutat va passar pel carrer Gran de Gràcia cobrint el trajecte entre les places de Catalunya i Lesseps. Més endavant va ser el carrer dels cinemes, on n'hi va haver més de cinc: el Roxy, el Miramar, el Mundial, el Proyeccions i el Selecto. Actualment està ple de comerços, botigues de grans marques i restaurants.

## Edificis d'interès
- Casa Fuster (núms. 2-4)
- Casa Elisa Bremon d'Espina (núm. 61)
- Cases Miquel Casals (núms. 67 i 71)[7]
- Cases Salvador Andreu (núms. 74-76)
- Casa Francesc Cama (núm. 77)
- Casa Feliu Iglésies (núm. 135)[8]